# Marilee Stepan
Mary Louise ”Marilee” Stepan, född 2 februari 1935 i Chicago, Illinois, död 15 december 2021 i Winnetka, Illinois, var en amerikansk simmare.
Stepan blev olympisk bronsmedaljör på 4 x 100 meter frisim vid sommarspelen 1952 i Helsingfors.